# Mick Rock
Pour les articles homonymes, voir Rock (homonymie).
Michael "Mick" Rock est un photographe britannique né en 1948 à Hammersmith (Grand Londres) et mort le 18 novembre 2021 à Staten Island (New York).

## Biographie
Michael David Rock naît à Londres en 1948.
Diplômé en langues médiévales et modernes de l’université de Cambridge, c'est au cours de ses études qu'il commence à photographier la scène rock britannique.
Surnommé « l'homme qui a photographié les années 1970 » (The Man Who Shot the Seventies) en raison de ses nombreux portraits de vedettes du rock devenus emblématiques, ses photos ornent les pochettes de plusieurs albums, parmi lesquels :
- The Madcap Laughs (1970) de Syd Barrett ;
- Transformer (1972) de Lou Reed ;
- Raw Power (1973) de Iggy & the Stooges ;
- Queen II (1974) et Sheer Heart Attack (1974) de Queen ;
- Grab It for a Second (1978) de Golden Earring ;
- End of the Century (1980) des Ramones ;
- I Love Rock 'n' Roll (1981) de Joan Jett.

Entre 1972 et 1973, Mick Rock réalise quatre clips pour David Bowie dont il a été le photographe attitré pendant deux ans : John, I'm Only Dancing, The Jean Genie, Space Oddity et Life on Mars? Bowie dit de lui : « Il me voit de la même façon dont je me vois ».
Pour le cinéma, il réalise les photos de plateau de la comédie musicale The Rocky Horror Picture Show.
« Artiste prolifique, dont l'œuvre a traversé les décennies et les générations », Mick Rock vit avec sa femme et leur fille à New York sur Staten Island, où il meurt le 18 novembre 2021 à 72 ans,.

## Publications
- 1995 : A Photographic Record 1969-1980
- 2002 : Psychedelic Renegades: Syd Barrett
- 2002 : Moonage Daydream: Ziggy Stardust
- 2003 : Killer Queen
- 2004 : Picture This: Debbie Harry and Blondie
- 2010 : Exposed